# コリオリパラメータ
コリオリパラメータとは、地球など回転する惑星上において運動する物体に働くコリオリの力の水平成分の係数であり、惑星渦度とも呼ばれ、一般に f で示される。緯度に依存して変化するパラメータであり、緯度を φ、惑星の自転角速度を Ω とすると f = 2Ω sin φ で与えられる。地球流体力学では、コリオリの力を f k×u と表記する。

## 近似
コリオリパラメータ f は緯度に依存するパラメータであるが、考察する気象・海洋の現象のスケールに応じて簡略化することにより考察を加えられることが多い。

### f平面近似
コリオリパラメータの緯度依存性が無視できるような空間規模の小さな現象（エクマン流など）の考察に用いられる。考察する緯度 φ0 におけるコリオリパラメータ f0 を定数として用いる。この近似に基づく直交座標系を f 平面近似という。

### β 平面近似
ロスビー波やスヴェルドラップバランスなどの考察に用いられる。コリオリパラメータ f を現象の中心となる緯度 φ0 の周りでテイラー展開（φ = φ0 + y/R、ここで y は緯度 φ0 からの南北方向距離、R は惑星の半径）すると、
{\displaystyle f=2\Omega \sin \phi _{0}+2\Omega \cos \phi _{0}{y \over R}+O\left(\left({y \over R}\right)^{2}\right)\equiv f_{0}+\beta y}
となる。ここで {\displaystyle \beta \equiv 2\Omega \cos \phi _{0}/R} はベータパラメータと呼ばれる定数であり、コリオリパラメータをこのような線形関数で近似した直交座標系を β 平面近似という。
特に、赤道付近の現象を考察する際には、赤道における f が 0 となり f 平面近似を用いることができないことから、f0 を 0 として f = βy とおく赤道 β 面近似が用いられる。